# オマル・フリービーン
オマル・フリービーン（アラビア語: عمر خريبين、Omar Khribin またはOmar Kharbin、1994年1月15日 -）は、シリアのプロサッカー選手。アル・ワフダ・アブダビ所属。ポジションはFW。シリア代表。
日本の報道では、オマル・フリビン、オマル・ハルビンと表記されることがある。

## 来歴
2017年のアジア年間最優秀選手賞を受賞している。シリア人選手の同賞受賞は史上初のことだった。

### 代表
U-20代表では、U-20アラブカップ2012などに出場。
AFC U-22選手権2013出場。
シリアが大会初優勝した西アジアサッカー選手権2012の優勝メンバーである。

## タイトル

### クラブ
アル・ヒラル
- サウジ・プロフェッショナルリーグ : 2016-17, 2017-18, 2019-20
- サウジ国王杯 : 2019-20
- サウジ・スーパーカップ : 2018
- AFCチャンピオンズリーグ : 2019

### 代表
- 西アジアサッカー選手権2012